# Ди Майо, Луиджи
Луиджи Ди Майо (итал. Luigi Di Maio; род. 6 июля 1986, Авеллино, Кампания) — итальянский государственный и политический деятель. Министр экономического развития, труда и социальной политики Италии, заместитель председателя Совета министров Италии (2018—2019), министр иностранных дел Италии (2019—2022).

## Биография
Родился 6 июля 1986 года в Авеллино. В 2004 году окончил классический лицей имени Витторио Имбриани в Помильяно-д’Арко (в Авеллино Ди Майо только родился, поскольку там находилась ближайшая больница; в лицее же зарекомендовал себя прежде всего активным членом самоуправления — добился ремонта здания, несколько пострадавшего от землетрясения 2002 года в соседнем регионе Молизе) и поступил на Инженерный факультет Неаполитанского университета, затем перевёлся на юридический факультет. В 2006 году основал там ассоциацию студентов-юристов, вошёл в совет факультета и стал президентом Студенческого совета. Диплома о высшем образовании так и не получил, работал веб-мастером, владеет 50 % строительной компании Ardima S.R.L. в Помильяно-д’Арко, но не участвует в управлении ею. В 2007 году вступил в Движение пяти звёзд.
В 2010 году Ди Майо предпринял неудачную попытку избрания в коммунальный совет Помильяно-д’Арко, в преддверии парламентских выборов 2013 года принял участие в предварительных выборах кандидатов от Движения пяти звёзд (голосование проводилось через Интернет), попал в список движения и был избран в Палату депутатов XVII созыва, а 21 марта 2013 года стал одним из четырёх заместителей председателя палаты (в возрасте 26 лет он оказался самым молодым в истории Италии обладателем этой должности). Правда, часть представителей его фракции высказывала неудовольствие тем обстоятельством, что партии не досталась более влиятельная должность квестора (в Сенате Движению пяти звёзд это удалось — там квестором стала Лаура Боттичи).
Осенью 2015 года аналитики отметили кардинальное изменение ситуации в Движении пяти звёзд: если в марте 2013 года 77 % сторонников партии поддерживали Беппе Грилло как лидера, и тогда он не имел соперников, то к ноябрю 2015 года его в основном воспринимали как символ, а лидером, способным привести Движение к победе на выборах, считали в первую очередь Луиджи Ди Майо.
19 декабря 2015 года газета Corriere della Sera опубликовала результаты опроса общественного мнения, согласно которым Луиджи Ди Майо с 36 % занял второе место в рейтинге доверия после действующего премьер-министра Маттео Ренци, за которого высказались 38 % итальянцев. За ними следовали Маттео Сальвини (32 %), Джорджа Мелони (31 %), Беппе Грилло (28 %) и Энрико Дзанетти (25 %).
30 декабря 2015 года газета La Stampa опубликовала результаты социологического исследования института Пьеполи, согласно которым в рейтинге доверия первое место занял президент Маттарелла (60 %), за ним следуют Ди Майо (40 %), Ренци (39 %), Сальвини (25 %), Грилло (24 %) и Берлускони (16 %).
В течение года к маю 2017 года Ди Майо совершил ряд важных международных поездок, в том числе в Лондон в апреле 2016 года и в Израиль — в июле того же года, которые способствовали росту его авторитета в Движении (заслугу их организации пресса приписала ближайшему соратнику Ди Майо — Винченцо Спадафоре, которого также называют неофициальным пресс-секретарём Пяти звёзд).

### Парламентские выборы 2018 года

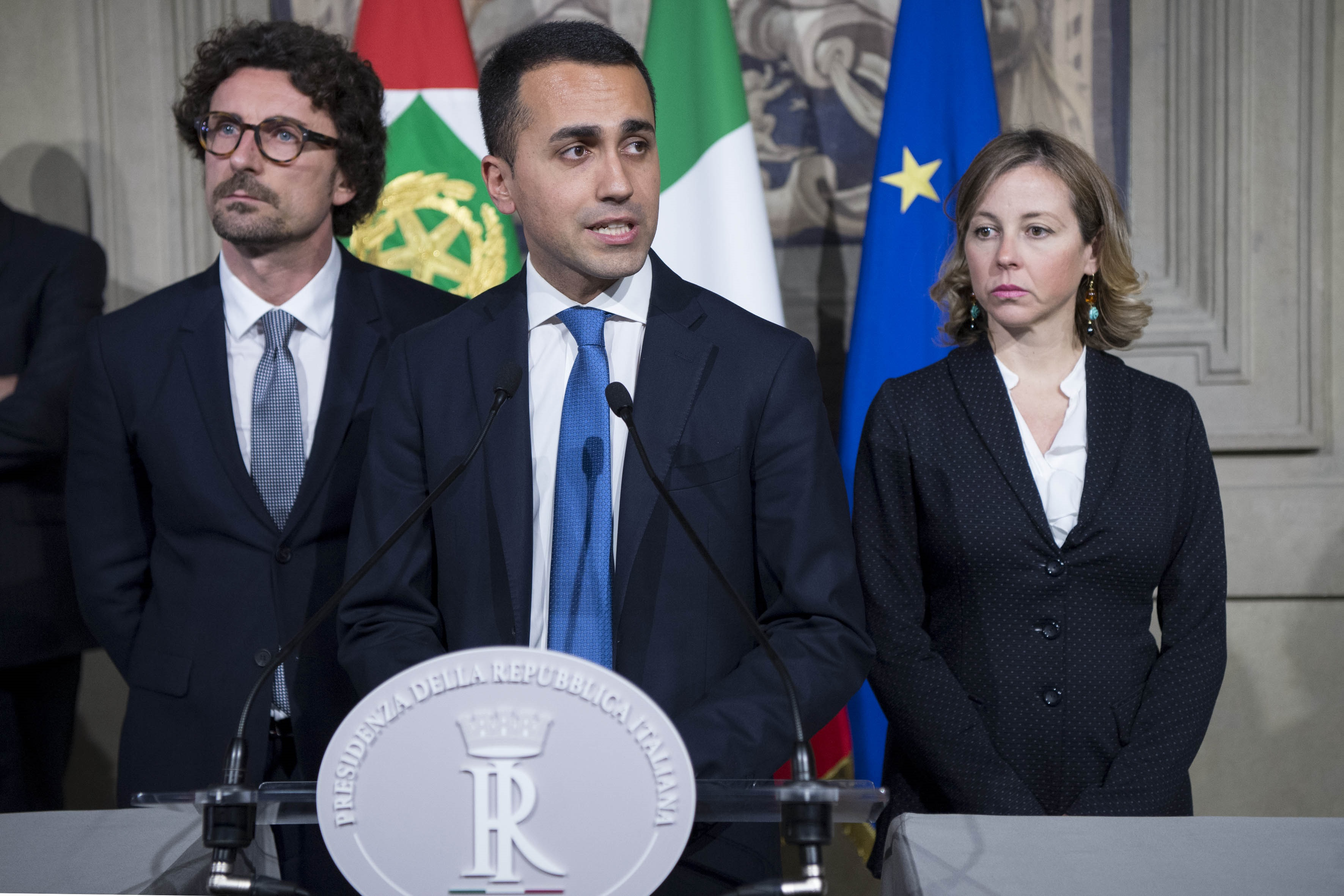
Слева направо: Тонинелли, Ди Майо и Джулия Грилло в Квиринальском дворце после консультаций с президентом Маттарелла 12 апреля 2018 года

23 сентября 2017 года по итогам онлайн-голосования Ди Майо избран кандидатом Движения пяти звёзд на должность премьер-министра в случае победы на следующих парламентских выборах. Его поддержали 30 936 избирателей из 37 442, принявших участие в предварительных выборах (критики обратили внимание на то обстоятельство, что проголосовал только один из пяти членов Движения).
В январе 2018 года публичный характер приобрели разногласия между Ди Майо и основателем Движения пяти звёзд Беппе Грилло: в отличие от молодого выдвиженца, мэтр отвергал возможность вступления объединения в какую-либо правительственную коалицию после назначенных на март парламентских выборов. Тем не менее, 20 января оба опубликовали в Фейсбуке заявление об отсутствии конфликта и приверженности их прежней политике отказа от политических альянсов.
1 марта 2018 года Ди Майо представил список возможных министров своего будущего правительства, в котором Альфонсо Бонафеде значился министром юстиции, Паола Джаннетакис (Paola Giannetakis) — министром внутренних дел, Эмануэла Дель Ре (Emanuela Del Re) — министром иностранных дел, Элизабетта Трента — министром обороны, а Джузеппе Конте — министром государственной службы.
4 марта 2018 года состоялись парламентские выборы, которые принесли Движению первую в его истории относительную победу — с результатом 32 % оно получило наибольшую поддержку среди партий, уступив только правоцентристской коалиции (37 %).
4 и 5 апреля состоялся первый безрезультатный раунд консультаций по формированию правительства, по итогам которого Ди Майо отверг возможность коалиции с партией Берлускони Вперёд, Италия, и говорил только о вероятности союза Движения либо с Лигой Севера, либо с Демократической партией.
27 мая 2018 года президент Маттарелла отказался утвердить согласованный между Пятью звёздами и Лигой Севера состав правительства во главе с Джузеппе Конте, и тот сложил с себя полномочия по формированию коалиционного кабинета, после чего Ди Майо заговорил об импичменте главы государства.
31 мая Ди Майо и Сальвини согласовали компромиссный вариант коалиционного правительства под председательством Конте, также с участием Паоло Савона, из-за которого сорвалась предыдущая договорённость, но на сей раз в должности министра по связям с Евросоюзом, а не экономики. Маттарелла согласился с этим предложением, и на 1 июня назначена присяга нового кабинета, в котором Ди Майо получил портфель министра труда и экономического развития, а также должность заместителя премьер-министра.

### Работа в правительствах Конте (2018—2021)
В первые же дни работы Ди Майо в министерской должности произошёл его новый конфликт с Беппе Грилло — тот предложил разбить парк на месте загрязняющих окружающую среду предприятий сталелитейной компании Ilva, решение природоохранных проблем которой записано в коалиционный контракт правительства, но Ди Майо публично назвал эту позицию всего лишь личным мнением основателя Пяти звёзд (правительство рассматривает планы экологической реабилитации местностей при сохранении производства).
7 августа 2019 года Лига Севера пошла на разрыв правительственной коалиции, провалив в Сенате законопроект Движения пяти звёзд о запрете строительства скоростной железной дороги Турин-Лион, а 9 августа бывшие партнёры поставили на голосование в Сенате вопрос о доверии правительству Конте. 20 августа, не дожидаясь вотума недоверия, Джузеппе Конте ушёл в отставку, и правительственный кризис перешёл в решающую фазу.
26 августа состоялся очередной раунд переговоров Ди Майо с лидером Демократической партии Никола Дзингаретти (в течение всех этих дней лидер Пяти звёзд категорически настаивал на единственно возможном для него варианте выхода из кризиса — формировании второго правительства во главе с Джузеппе Конте).
4 сентября 2019 года Джузеппе Конте сформировал своё второе правительство, основанное на союзе Д5З с ДП (Ди Майо получил портфель министра иностранных дел), и
5 сентября новый кабинет принёс присягу.
В начале 2020 года Ди Майо принял активное участие в международных миротворческих усилиях с целью прекращения вышедшей в 2019 году на фазу обострения Гражданской войны в Ливии между силами премьер-министра Фаиза Сараджа и армией генерала Хафтара, ведущей в наступление на Триполи. Днём 7 января 2020 года Ди Майо встречался в Брюсселе с министрами иностранных дел Франции, Великобритании и Германии, а также с верховным представителем Евросоюза по внешней политике Жозепом Боррелем; вечером того же дня в Стамбуле — с турецким коллегой Чавушоглу; 8 января в Каире — с министрами иностранных дел Египта, Франции, Кипра и Греции (итоговый документ этой последней встречи Италия отказалась подписать, поскольку он был воспринят как слишком жёсткий и в отношении Турции, и в отношении правительства Сараджа в Триполи). Также 8 января 2020 года премьер-министр Италии Джузеппе Конте принял в Риме генерала Хафтара. По завершении трёхчасовых переговоров планировалась встреча Конте с Сараджем, но она не состоялась.
22 января 2020 года на конференции руководителей региональных отделений Д5З в римском Храме Адриана Ди Майо объявил о своей отставке с поста политического лидера Движения.

### В правительстве Драги (2021—2022)
13 февраля 2021 года принесло присягу правительство Драги, в котором Ди Майо сохранил прежнюю должность.
28 августа 2021 года Ди Майо встретил в аэропорту Фьюмичино последний итальянский военно-транспортный самолёт из Афганистана и в тот же день сообщил в своём Твиттере, что Италия вывезла из захваченной Талибаном страны 5 тысяч беженцев — больше, чем любая другая европейская страна.

### Выход из Движения 5 звёзд и последующие события
21 июня 2022 года Луиджи Ди Майо заявил, что покидает свою партию «Движение 5 звёзд». Неделей ранее он обвинил лидера «Движения 5 звёзд» и бывшего премьер-министра Джузеппе Конте в подрыве усилий правительства по поддержке Украины и ослаблении позиций Рима в Европейском Союзе.
Мы обязательно должны были выбрать, с какой стороны истории находиться – на стороне Украины, на которую напали, или на стороне агрессора России. Позиции некоторых лидеров М5 рисковала ослабить нашу страну
По словам Ди Майо, он сформирует новую парламентскую группу, поддерживающую правительство премьер-министра Марио Драги.
По данным итальянских СМИ, более 60 депутатов покинули «Движение 5 звезд» и присоединились к новой группе Ди Майо. Таким образом, из 227 парламентариев «пятерки» (155 в Палате представителей и 72 в Сенате) более четверти покинули партию.
22 июня председатель Палаты депутатов Роберто Фико зачитал список новой фракции «Вместе за будущее» (Insieme per il futuro), в которую вошёл 51 депутат.
Во второй половине июля 2022 года Д5З вместе с Лигой Севера и партией «Вперёд, Италия!» отказалась от участия в голосовании по вотуму доверия правительству в Палате депутатов и в Сенате, после чего 21 июля 2022 года Марио Драги подал прошение об отставке, а президент Маттарелла принял её, распустил парламент и назначил досрочные выборы на 25 сентября 2022 года.
1 августа 2022 года Ди Майо зарегистрировал новую партию — Impegno Civico (Гражданская задача).
25 сентября 2022 года состоялись досрочные парламентские выборы, по итогам которых в одномандатном округе неаполитанского района Фуоригротта, где выставил свою кандидатуру Ди Майо, победил с результатом почти 40 % бывший министр, член Движения пяти звёзд Серджо Коста, опередивший Ди Майо на 24,5 %. По многомандатным округам список партии «Гражданская задача» набрал менее 1 %, что не принесло ему ни одного депутатского мандата.
22 октября 2022 года было сформировано правительство Мелони, в котором Ди Майо не получил никакого назначения.

### Дальнейшая политическая деятельность
1 июня 2023 года вступил в должность Специального представителя Европейского союза по странам Персидского залива.
25 февраля 2025 года Европейский совет продлил полномочия Ди Майо ещё на два года, вызвав полемику в Италии. В частности, лидер фракции Лиги в Европейском парламенте Паоло Боркья потребовал объяснить, в чём заключаются достижения Ди Майо за время пребывания в должности.

## Убеждения
Прибыв 13 ноября 2017 года в Вашингтон, заявил, что не случайно в качестве кандидата Движения пяти звёзд на премьерское кресло совершает первую зарубежную поездку именно в США. Кроме того, la Stampa процитировала слова Ди Майо: «Мы — западники, и наш величайший союзник на Западе — Соединённые Штаты», но он также добавил: «Движение пяти звёзд хочет только соблюсти коммерческие интересы Италии. Вот почему мы за снятие санкций с Москвы».

## Личная жизнь
Отец Луиджи Ди Майо, Антонио, был активистом неофашистского Итальянского социального движения и позднее — Национального альянса.
В апреле 2019 года увидел свет журнал Chi, на обложке которого было помещено фото счастливой пары — Луиджи ди Майо и журналистки Вирджинии Саба, работающей помощницей одного из депутатов от Движения пяти звёзд. Ранее они впервые появились на публике вместе — в Римском оперном театре на «Орфее и Эвридике» Глюка. В декабре 2022 года пара объявила о расставании.
Новой избранницей Ди Майо стала Алессия Д’Алессандро. Она также, как и Ди Майо, бывший член Движения пяти звёзд. Фотографии пары на отдыхе в Неаполе в мае 2023 года были опубликованы еженедельным журналом Chi.

## Награды
- Орден князя Ярослава Мудрого III степени (23 августа 2022 года, Украина) — за значительные личные заслуги в укреплении межгосударственного сотрудничества, поддержку государственного суверенитета и территориальной целостности Украины, весомый вклад в популяризацию Украинского государства в мире[44].
- Золотой Орден «За заслуги»[словен.] (29 декабря 2021 года, Словения)[45].